# Киба Лумберг
Киба Лумберг (фин. Kiba Lumberg; 27. мај 1956) финска је уметница и ауторка ромског порекла. Позната је као критичарка традиционалне ромске културе.

## Биографија
Рођена је 27. маја 1956. у Лапенранту. Од куће је побегла са тринаест година због страха, насиља и потчињавања. Многи њени радови су инспирисани њеним искуством из детињства. Стекла је национални публицитет 1997. године када је приказана телевизијска мини серија о традиционалном животу Tumma ja hehkuva veri, заснована на њеном сценарију. Године 2007. је добила претње смрћу након што је критиковала ромску културу на телевизији. Заједно са другим истакнутим члановима финске ромске заједнице, Рајнером Фриманом и Веијом Балцаром, је критиковала председницу Европског форума Рома и путника оптужујући је да умањује важност проблема и заташкава негативне коментаре. Председница је 2008. године била приморана да плати казну након што ју је Лумберг оптужила за клевету. Била је кандидат за политичку партију Left Alliance на изборима за Фински парламент 2007. и за Европски парламент 2009. године.